# 16 tháng 3
Ngày 16 tháng 3 là ngày thứ 75 (76 trong năm nhuận) trong lịch Gregory. Còn 290 ngày trong năm.

## Sự kiện
- 934 – Mạnh Tri Tường lên ngôi hoàng đế, lập ra nước Hậu Thục thời Ngũ Đại Thập Quốc trong lịch sử Trung Quốc.
- 1925 – Động đất Đại Lý tại Vân Nam, Trung Quốc khiến khoảng 5.000 người thiệt mạng.
- 1966 – Cơ quan NASA phóng phi thuyền Gemini 8 lên không gian. Đây là chuyến bay vào không gian đầu tiên của phi công người Mỹ Neil Armstrong.
- 1968 – Thảm sát Mỹ Lai, Quân đội Hoa Kỳ tàn phá và thảm sát ngôi làng Mỹ Lai tại Việt Nam, nạn nhân hầu hết là phụ nữ và trẻ em.
- 1979 – Trung Quốc tuyên bố hoàn thành việt rút quân khỏi Việt Nam, Chiến tranh biên giới Việt-Trung chính thức kết thúc.
- 1998 – Giáo hội Thiên Chúa Giáo ra tuyên ngôn xin lỗi người Do Thái vì đã không hành động để ngăn chận cuộc tàn sát người Do Thái do Đức Quốc xã gây ra.
- 2022 – Chung kết cuộc thi Hoa hậu Thế giới 2021, vương miện thuộc về người đẹp Karolina Bielawska đến từ Ba Lan.

## Sinh
- 1445 – Johann Geiler von Kaisersberg, người thuyết giáo Thụy Sĩ (m. 1510)
- 1581 – Pieter Corneliszoon Hooft, sử gia, nhà văn người Đức (m. 1647)
- 1585 – Gerbrand Adriaensz Bredero, nhà văn người Đức (m. 1618)
- 1631 – René Le Bossu, nhà phê bình người Pháp (m. 1680)
- 1654 – Acoluthus, nhà đông phương học người Đức (m. 1704)
- 1750 – Herschel, Anh nhà thiên văn người Đức (m. 1848)
- 1751 – James Madison, tổng thống Mỹ thứ 4 (m. 1836)
- 1773 – Juan Ramón Balcarce, chỉ huy quân sự, chính khách người Argentina (m. 1836)
- 1789 – Georg Simon Ohm, nhà vật lý người Đức (m. 1854)
- 1794 – Boué, nhà địa chất người Áo (m. 1881)
- 1805 – Peter Ernst von Lasaulx, nhà triết học, nhà văn người Đức (m. 1861)
- 1834 – James Hector, nhà địa chất người Scotland (m. 1907)
- 1839
  - René François Armand Sully-Prudhomme, nhà văn, giải thưởng Nobel người Pháp (m. 1907)
  - John Butler Yeats, nghệ sĩ người Bắc Ireland (m. 1922)
- 1840 – Shibusawa Eiichi, nhà tư bản công nghiệp người Nhật Bản (m. 1931)
- 1846 – Gösta Mittag-Leffler, nhà toán học người Thụy Điển (m. 1927)
- 1851 – Beijerinck, nhà vi sinh học, nhà thực vật học người Đức (m. 1931)
- 1856 – Napoleón Eugène, sĩ quan quân đội Anh, con trai của Napoleón III (m. 1879)
- 1857 – Harding Firth, sử gia người Anh (m. 1936)
- 1859 – Stepanovich Popov, nhà vật lý người Nga (m. 1906)
- 1865 – Patsy Donovan, vận động viên bóng chày người Ireland (m. 1953)
- 1869 –. A. Forbes, tác gia người Scotland (m. 1936)
- 1878 – August Graf von Galen, tổng giám mục, giáo chủ hồng y người Đức (m. 1946)
- 1889 – Walker, vận động viên người Nam Phi (m. 1951)
- 1897 – Nagel, diễn viên người Mỹ (m. 1970)
- 1883 – Anderson, nhà thơ người Úc (m. 1958)
- 1901 – Edward Pawley, diễn viên người Mỹ (m. 1988)
- 1902 – Leon Roppolo, nhạc Jazz Clarinetist người Mỹ (m. 1943)
- 1903 – Mansfield, chính khách, nhà ngoại giao người Mỹ (m. 2001)
- 1905
  - Elisabeth Flickenschildt, nữ diễn viên người Đức (m. 1977)
  - Marlin Perkins, nhà tự nhiên học người Mỹ (m. 1986)
- 1906
  - Henny Youngman, diễn viên hài người Mỹ (m. 1998)
  - Francisco Ayala, nhà văn người Tây Ban Nha
- 1908 – Robert Rossen, đạo diễn phim, người viết kịch bản phim, nhà sản xuất người Mỹ (m. 1966)
- 1911 – Pierre Harmel, chính khách người Bỉ
- 1916 – McCambridge, nữ diễn viên người Mỹ (m. 2004)
- 1917 – Samael Aun Weor, nhà văn người Colombia (m. 1977)
- 1918 – Frederick Reines, nhà vật lý, giải thưởng Nobel người Mỹ (m. 1998)
- 1920
  - Leo McKern, diễn viên người Úc (m. 2002)
  - John Addison, nhà soạn nhạc người Anh (m. 1998)
  - Dorothea Binz, chiến tranh tội phạm quốc xã (m. 1947)
- 1926
  - Charles Goodell, chính khách người Mỹ (m. 1987)
  - Jerry Lewis, diễn viên hài người Mỹ
- 1927
  - Vladimir Komarov, nhà du hành vũ trụ người Liên Xô (m. 1967)
  - Olga San Juan, diễn viên hài người Mỹ
- 1928 – Karlheinz Böhm, diễn viên người Áo
- 1929 – Nadja Tiller, nữ diễn viên người Áo
- 1930 – Tommy Flanagan, nhạc Jazz nghệ sĩ dương cầm người Mỹ (m. 2001)
- 1931 – Betty Johnson, ca sĩ người Mỹ
- 1932
  - Don Blasingame, vận động viên bóng chày, người quản lý người Mỹ (m. 2005)
  - Walter Cunningham, nhà du hành vũ trụ người Mỹ (m. 2023)
- 1933 – Sandy Weill, Financier, người làm việc thiện người Mỹ
- 1935 – Teresa Berganza, ca sĩ soprano người Tây Ban Nha
- 1937 – Amos Tversky, nhà tâm lý học người Israel (m. 1996)
- 1940
  - Bernardo Bertolucci, đạo diễn phim người Ý
  - Jan Pronk, chính khách người Đức
- 1941 – Chuck Woolery, người dẫn chương trình trò chơi người Mỹ
- 1942
  - James Soong, chính khách người Đài Loan
  - Jerry Jeff Walker, nhạc sĩ người Mỹ
- 1943 – Kim Mu-saeng, diễn viên người Hàn Quốc (m. 2005)
- 1946 – Hubert Soudant, người chỉ huy dàn nhạc người Đức
- 1947 – Ramzan Paskayev, nhạc sĩ phong cầm người Chechnya
- 1948
  - Margaret Weis, tác gia người Mỹ
  - Richard Desjardins, ca sĩ, người sáng tác bài hát, đạo diễn phim Quebec
- 1949
  - Erik Estrada, diễn viên người Puerto Rican
  - Victor Garber, diễn viên người Canada
- 1950 – Kate Nelligan, nữ diễn viên người Canada
- 1951 – Joe DeLamielleure, cầu thủ bóng đá người Mỹ
- 1952 – Philippe Kahn, chủ doanh nghiệp người Pháp
- 1953 – Isabelle Huppert, nữ diễn viên người Pháp
- 1954 – Jimmy Nail, diễn viên, ca sĩ người Anh
- 1955
  - Jiro Watanabe, võ sĩ quyền Anh người Nhật Bản
  - Bruno Barreto, đạo diễn phim người Brasil
- 1959
  - Flavor Flav, ca sĩ nhạc Rapp người Mỹ
  - Jens Stoltenberg, thủ tướng Na Uy
- 1960 – Duane Sutter, vận động viên khúc côn cầu trên băng người Canada
- 1961 – Brett Kenny, cầu thủ Liên đoàn Bóng bầu dục người Úc
- 1963
  - Jimmy Degrasso, nhạc sĩ, nhạc công đánh trống người Mỹ
  - Kevin Smith, diễn viên người New Zealand (m. 2002)
- 1964
  - Patty Griffin, ca sĩ, người sáng tác bài hát người Mỹ
  - Pascal Richard, vận động viên xe đạp Thụy Sĩ
- 1965 – Belén Rueda, nữ diễn viên người Tây Ban Nha
- 1967 – Lauren Graham, nữ diễn viên người Mỹ
- 1968 – Ananya Khare, nữ diễn viên, giáo viên Ấn Độ
- 1971 – Alan Tudyk, diễn viên người Mỹ
- 1974
  - Georgios Anatolakis, cầu thủ bóng đá người Hy Lạp
  - Fotini Vavatsi, người bắn cung người Hy Lạp
- 1975 – Sienna Guillory, nữ diễn viên người Anh
- 1976
  - Abraham Núñez, vận động viên bóng chày người Dominica
  - Paul Schneider, diễn viên người Mỹ
  - Nick Spano, diễn viên người Mỹ
- 1979 – Edison Méndez, cầu thủ bóng đá người Ecuador
- 1980
  - Felipe Reyes, cầu thủ bóng rổ người Tây Ban Nha
  - Todd Heap, cầu thủ bóng đá người Mỹ
- 1981
  - Andrew Bree, vận động viên bơi lội người Ireland
  - Curtis Granderson, vận động viên bóng chày người Mỹ
  - Yoav Ziv, cầu thủ bóng đá người Israel
- 1983 – Brandon League, vận động viên bóng chày người Mỹ
- 1984 – Levi Brown, cầu thủ bóng đá người Mỹ
- 1985 – Trunfio, siêu người mẫu người Úc
- 1986
  - Ken Doane, đô vật Wrestling chuyên nghiệp người Mỹ
  - T. J. Jordan, cầu thủ bóng rổ người Mỹ
- 1987 – 
  - Tiiu Kuik, người mẫu, người Estonia
  - Khả Như, nữ diễn viên người Việt Nam
- 1989
  - Theo Walcott, cầu thủ bóng đá người Anh
  - Blake Griffin, cầu thủ bóng rổ người Mỹ
- 1991 – Wolfgang Van Halen, nhạc sĩ người Mỹ
- 1994 – Sierra McClain, nữ diễn viên, ca sĩ người Mỹ
- 2001 - Jacob Lawson, Ca sĩ kiêm nhạc sĩ sáng tác bài hát người Mỹ

## Mất
- 455 – Valentinian III, hoàng đế La Mã
- 1072 – Adalbert of Hamburg, tổng giám mục người Đức
- 1649 – St. Jean de Brébeuf, thầy tu dòng Tên người truyền giáo người Pháp (s. 1593)
- 1721 – James Craggs the Elder, chính khách người Anh (s. 1657)
- 1736 – Giovanni Battista Pergolesi, nhà soạn nhạc người Ý (s. 1710)
- 1738 – Bähr, kiến trúc sư người Đức (s. 1666)
- 1792 – Gustav III của Thụy Điển bị Jacob Johan Anckarström bắn sau lưng trong buổi dạ vũ hóa trang tại Nhà hát Hoàng Gia, Stockholm
- 1888 – Hippolyte Carnot, chính khách người Pháp (s. 1801)
- 1890 – Zorka of Montenegro, Serbia công chúa (s. 1864)
- 1892 – F. Miller, chính khách người Mỹ (s. 1827)
- 1898 – Aubrey Beardsley, nghệ sĩ người Anh (s. 1872)
- 1899 – Joseph Medill, thị trưởng Chicago (s. 1823)
- 1903 – Roy Bean, luật gia người Mỹ
- 1914 – Charles Albert Gobat, chính khách, giải thưởng Nobel hòa bình Thụy Sĩ (s. 1843)
- 1930 – Miguel Primo de Rivera, nhà độc tài người Tây Ban Nha (s. 1870)
- 1935
  - John James Richard Macleod, thầy thuốc, Physiologist, giải thưởng Nobel người Scotland (s. 1876)
  - Aron Nimzowitsch, đấu thủ cờ vua người Latvia (s. 1886)
- 1936 – Marguerite Durand, nhà báo, người theo thuyết nam nữ bình quyền người Pháp (s. 1864)
- 1940 – Selma Lagerlöf, nhà văn, giải thưởng Nobel người Thụy Điển (s. 1858)
- 1945 – Börries von Münchhausen, nhà thơ người Đức (s. 1874)
- 1955 – de Staël, họa sĩ người Pháp (s. 1914)
- 1957 – Constantin Brancusi, nhà điêu khắc người România (s. 1876)
- 1961 – Chen Geng, chỉ huy quân sự người Trung Quốc (s. 1903)
- 1966 – Họa sĩ Lê Văn Đệ mất tại Sài Gòn
- 1968
  - Mario Castelnuovo-Tedesco, nhà soạn nhạc người Ý (s. 1895)
  - Gunnar Ekelöf, nhà thơ, nhà văn người Thụy Điển (s. 1907)
- 1970 – Tammi Terrell, ca sĩ người Mỹ (s. 1946)
- 1975
  - Richard W. DeKorte, chính khách người Mỹ (s. 1936)
  - T-Bone Walker, nhạc sĩ người Mỹ (s. 1910)
- 1979 – Jean Monnet, chính khách người Pháp (s. 1888)
- 1980 – Tamara de Lempicka, họa sĩ người Ba Lan (s. 1898)
- 1983
  - Arthur Godfrey, diễn viên, người dẫn chương trình truyền hình người Mỹ (s. 1903)
  - Fred Rose, chính khách người Canada (s. 1907)
- 1984 – John Hoagland, nhà nhiếp ảnh người Mỹ (s. 1947)
- 1985 – Eddie Shore, vận động viên khúc côn cầu trên băng người Canada (s. 1902)
- 1992 – Yves Rocard, nhà vật lý người Pháp (s. 1903)
- 1993 – Johnny Cymbal, ca sĩ, nhà sản xuất người Mỹ (s. 1945)
- 1996 – Charlie Barnett, diễn viên người Mỹ (s. 1954)
- 1998 – Derek Harold Richard Barton, nhà hóa học, giải thưởng Nobel người Anh (s. 1918)
- 1999 – Gratien Gélinas, nhà soạn kịch, người đạo diễn Quebec (s. 1909)
- 2001
  - Norma MacMillan, nữ diễn viên người Canada (s. 1921)
  - Bob Wollek, người lái xe đua người Pháp (s. 1943)
- 2004 – Vilém Tauský, người chỉ huy dàn nhạc, nhà soạn nhạc người Séc (s. 1910)
- 2005
  - Todd Bell, cầu thủ bóng đá người Mỹ (s. 1958)
  - Allan Hendrickse, chính khách người Nam Phi (s. 1927)
  - Dick Radatz, vận động viên bóng chày người Mỹ (s. 1937)
- 2007 – Manjural Islam, cầu thủ cricket người Bangladesh (s. 1984)
- 2008
  - Bill Brown, cầu thủ cricket người Úc (s. 1912)
  - G. David Low, nhà du hành vũ trụ người Mỹ (s. 1956)